# Дягилев, Дмитрий Александрович
Дми́трий Алекса́ндрович Дя́гилев (род. 27 января 1973, Магнитогорск) — российский боксёр, представитель тяжёлой весовой категории. Выступал за национальную сборную России по боксу на всём протяжении 1990-х годов, чемпион мира среди военнослужащих, бронзовый призёр Игр доброй воли в Нью-Йорке, многократный призёр национальных первенств и турниров международного значения. На соревнованиях представлял Челябинскую область, мастер спорта России международного класса (1997). Также известен как спортивный функционер, президент Федерации бокса Магнитогорска.

## Биография
Дмитрий Дягилев родился 27 января 1973 года в городе Магнитогорске Челябинской области. Активно заниматься боксом начал с раннего детства, первое время проходил подготовку под руководством мастера спорта А. В. Полякова, позже был подопечным заслуженных тренеров В. В. Рощенко и Д. В. Лунёва.
Первого серьёзного успеха как боксёр добился в 1991 году, выиграв всесоюзный турнир памяти С. В. Хохрякова в Копейске — тем самым выполнил норматив мастера спорта СССР. Впоследствии ещё трижды выигрывал данные соревнования, в 1996, 1997 и 1999 годах.
В 1995 году Дягилев одержал победу на чемпионате Вооружённых Сил РФ, а год спустя попал в число призёров российского национального первенства в Екатеринбурге — в зачёте тяжёлой весовой категории дошёл до стадии полуфиналов и получил бронзу. В 1997 году одержал победу на чемпионате мира среди военнослужащих в США, выступил на международном мемориальном турнире Феликса Штамма в Польше. По итогам сезона за выдающиеся спортивные достижения был удостоен почётного звания «Мастер спорта России международного класса».
На чемпионате России 1998 года в Белгороде Дмитрий Дягилев дошёл в тяжёлом весе до финала и проиграл только титулованному Алексею Лезину. Вошёл в основной состав российской национальной сборной и побывал на Играх доброй воли в Нью-Йорке, откуда привёз награду бронзового достоинства — на стадии полуфиналов был остановлен итальянцем Паоло Видоцем. В 1999 году в зачёте национального первенства в Челябинске вновь стал вторым, взял бронзу на Гран-при Усти в Чехии, проиграв в полуфинале представителю Турции Синан Шамиль Саму. Последний раз показал сколько-нибудь значимый результат на всероссийском уровне в сезоне 2000 года, когда на чемпионате России в Самаре остановился на стадии полуфиналов, уступив будущему чемпиону Игорю Власову.
Имеет высшее образование, в 1997 году окончил Магнитогорский государственный технический университет имени Г. И. Носова. После завершения спортивной карьеры с 2000 года возглавлял детскую школу бокса «Ринг Магнитки». Директор магнитогорской Специализированной детско-юношеской спортивной школы олимпийского резерва № 10. Директор Центра олимпийской подготовки по боксу Челябинской области. Президент федерации бокса Магнитогорска.